# پاپ اسموک
پاپ اسموک (انگلیسی: Pop Smoke؛ ۲۰ ژوئیهٔ ۱۹۹۹ – ۱۹ فوریهٔ ۲۰۲۰) با نام اصلی بشار باراکا جکسون خواننده و ترانه‌نویس اهل ایالات متحده آمریکا بود. وی بین سال‌های ۲۰۱۸ تا ۲۰۲۰ میلادی فعالیت می‌کرد.

## مرگ
پاپ اسموک در اثر حمله به خانه‌اش و شلیک دو گلوله در ۱۹ فوریه ۲۰۲۰ در هالیوود هیلز، کالیفرنیا کشته شد. به گفته مقامات، چهار مرد کلاه دار حدود ساعت ۴:۳۰ صبح روز ۱۹ فوریه وارد خانه شدند. یکی از آنها ماسک اسکی به دست داشت و اسلحه به همراه داشته‌است. پاپ اسموک در گورستان گرین-وود بروکلین به خاک سپرده شد. در ۱۰ ژوئیه پنج مرد در ارتباط به این قتل دستگیر شدند که یکی از آنها متهم به قتل است.